# CGC Viareggio 1979-1980
Questa voce raccoglie le informazioni riguardanti il CGC Viareggio nelle competizioni ufficiali della stagione 1979-1980.

## Stagione
Settima stagione di Serie A. Tranne Franco Palagi, il portiere, sono tutti giovani. C'è molto scetticismo nei tifosi. È vero questa squadra ha vinto tutti gli scudetti dagli esordienti fino agli Juniores. Però la Serie A è diversa. I tifosi chiedono rinforzi. Arriverà una sudata, ma meritata salvezza al 12º posto. Senza avere troppi problemi.

## Maglie e sponsor
|  | 1ª divisa | 2ª divisa |

## Rosa
| N° | Naz.              | Ruolo | Sportivo                  |  |  |  |
| -- | ----------------- | ----- | ------------------------- |  |  |  |
| 1  | Italia (bandiera) | P     | Franco Palagi             |  |  |  |
| 10 | Italia (bandiera) | P     | Alessandro Pardini        |  |  |  |
| 10 | Italia (bandiera) | P     | G. Brocchini - L. Mazzoni |  |  |  |
|    | Italia (bandiera) | E     | Mauro Cinquini            |  |  |  |
|    | Italia (bandiera) | E     | Gino Marabotti            |  |  |  |
|    | Italia (bandiera) | E     | Cesare Tomei              |  |  |  |
|    | Italia (bandiera) | E     | Andrea Bertuccelli        |  |  |  |
|    | Italia (bandiera) | E     | Alessandro Pagni          |  |  |  |
|    | Italia (bandiera) | E     | Paolo Maggi               |  |  |  |
|    | Italia (bandiera) | E     | Marco Pardini             |  |  |  |
|    | Italia (bandiera) | E     | ALberto Paoli             |  |  |  |